# Autostrada A21 (Włochy)

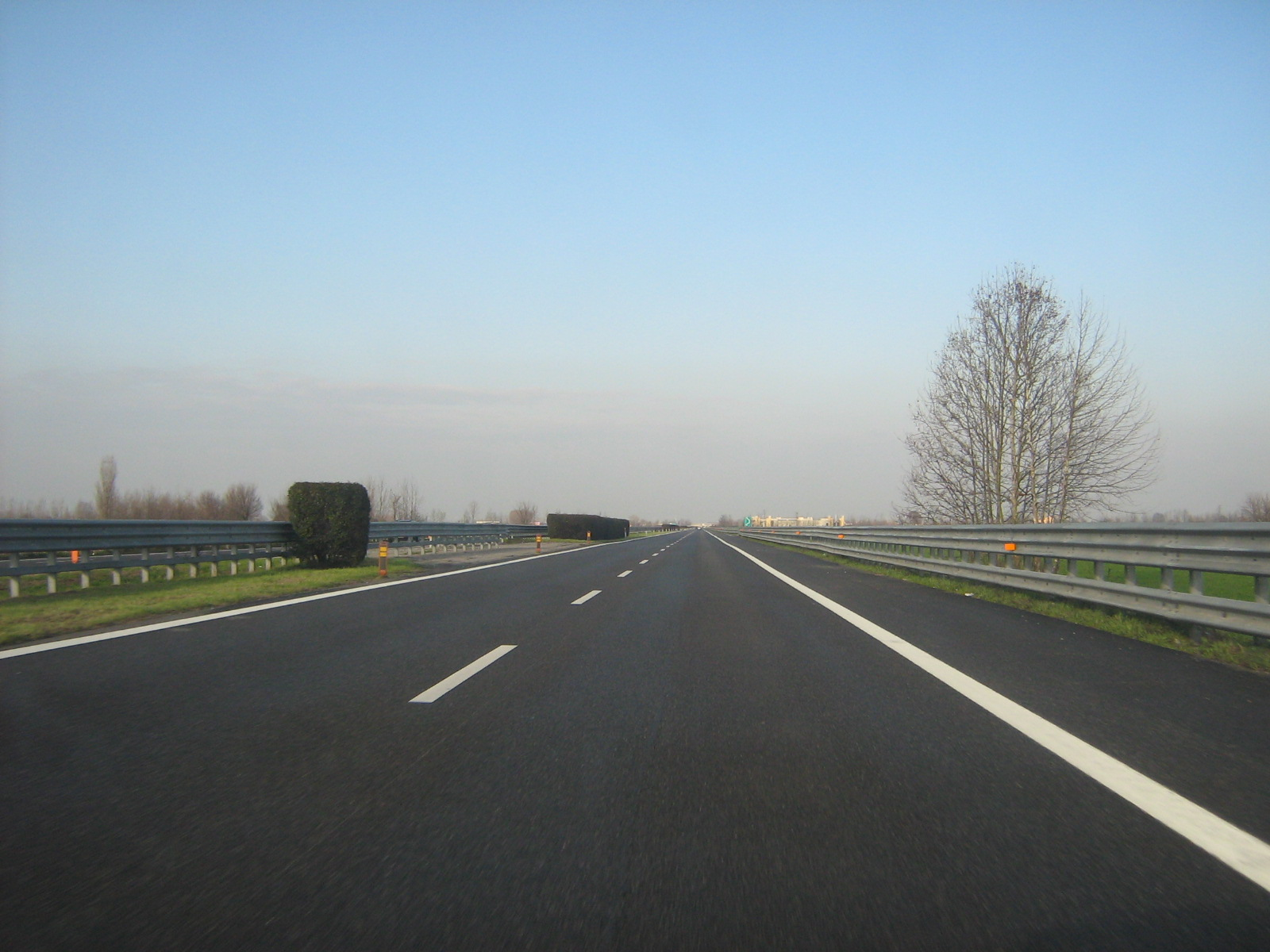
A21 w kierunku Brescii

Autostrada A21 (Autostrada Win) (wł. Autostrada dei Vini) – autostrada w północnych Włoszech łącząca Turyn z Brescią. Trasą biegnie droga europejska E70, a na krótkim odcinku także droga E74 (od Asti do Alessandrii).Ma długość 238 km i w całości podlega opłatom drogowym. Autostrada znajduje się we włoskich regionach Piemontu, Lombardii i Emilii-Romagny.
Pierwsze plany budowy magistrali powstały na początku lat 60. XX wieku. W lutym 1963 rozpoczęto trwającą 5 lat budowę. Autostrada była otwierana etapami od grudnia 1968 do grudnia 1969. Koszt budowy wyniósł 130 miliardów włoskich lirów. Autostrada A21 stanowi alternatywną drogę z Piemontu w rejon Brescia, Werony dla biegnącej przez aglomerację Mediolanu autostrady A4. Do czerwca 2017 operatorem odcinka z Turynu do Piacenzy będzie spółka SATAP. Koncesję na fragment z Piacenza-Brescia do 30 września 2011 miała spółka Autostrade Centropadane.

## Przebieg

Przebieg A21

A21 przecina dużą część rozległej i żyznej Niziny Padańskiej z zachodu na wschód, łącząc po drodze ośrodki gospodarcze Turynu, Alessandrii, Piacenzy i Brescia. Posiada cztery pasy ruchu na całej długości.
A21 rozpoczyna się w Turynie, stolicy włoskiego regionu Piemont, gdzie oddziela się od A55. Na wschodzie mija Villanova d’Asti i Asti. Tutaj A33 rozgałęzia się na południe w kierunku Cuneo. Dalej na wschód wzdłuż rzeki Tanaro, dociera do Alessandrii, gdzie przecina A26, która prowadzi do Genui i Vercelli. Na wschód od Alessandrii przecina Tanaro i przecina A7. Teraz lekko zmienia kurs na północny wschód i dociera do regionu Lombardii. Tutaj, w pobliżu regionu winiarskiego Oltrepò Pavese, mija miasta Voghera i Broni.
W Castel San Giovanni dociera do Emilia-Romania i przekracza rzekę Pad, która również tworzy granicę regionalną. Następnie mijamy miasto Piacenza, gdzie znajduje się połączenie z A1. W Caorso rozgałęzia się A21dir, która prowadzi do Fiorenzuola d’Arda. Przy Cremonie autostrada wraca do Lombardii i przecina Pad, Oglio i Mella na północy. W Brescii osiąga swój punkt końcowy i dołącza do A4.

## Nazwa

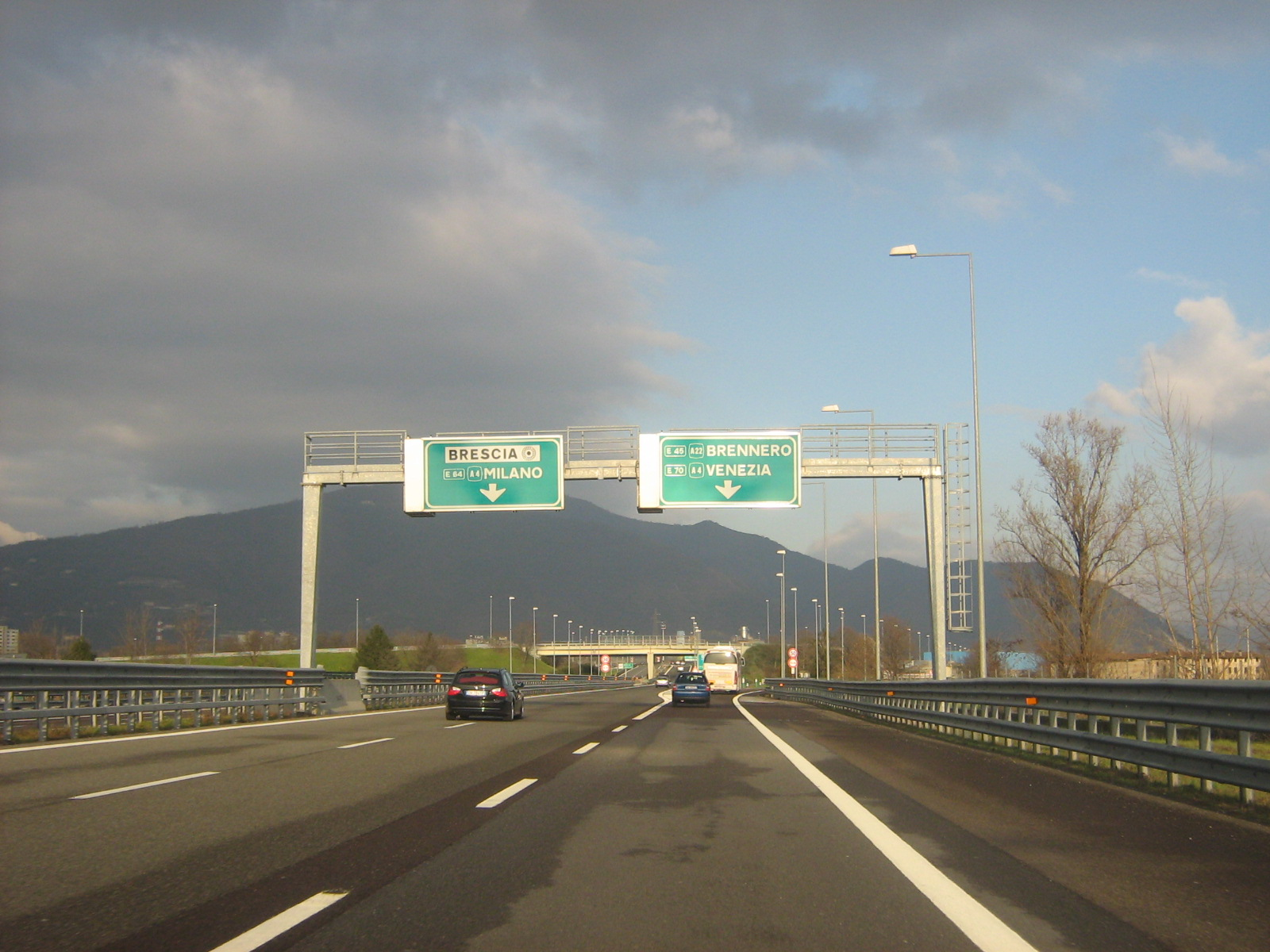
A21 na punkcie końcowym w Brescii

Autostrada A21, jak to zwykle bywa na wielu włoskich autostradach, nosi również dodatkowe oznaczenie: Autostrada dei Vini. Wynika to z faktu, że przechodzi przez wiele obszarów uprawy winorośli, takich jak Oltrepò Pavese.

## Zarząd
Autostradą między Turynem a Piacenzą zarządza S.A.T.A.P. S.p.A. (Società Autostrada Torino–Alessandria–Piacenza S.p.A.). Odcinek między Piacenzą a końcem autostrady w Brescii jest zarządzany przez Autostrade Centropadane.

## Historia
Odcinek autostrady między Turynem a Piacenzą powstał z inicjatywy prowincji Turyn, która w 1960 roku założyła SATAP. Prace budowlane na tym odcinku rozpoczęły się w 1963 roku i trwały 5 lat. W latach 1968–1969 stopniowo otwierano pierwsze odcinki. Połączenie z A1 zostało otwarte w 1972 r., połączenie z A7 Genua-Mediolan w 1987 r. Całkowity koszt wyniósł około 130 miliardów lirów, co odpowiada około 200 milionom na kilometr wybudowanego kilometra.
31 maja 1973 r. odcinek między Turynem a Piacenzą został ukończony i oddany do użytku, odcinek z Piacenzy do Brescia ukończono 11 listopada 1971 roku.

## Odgałęzienie
W 1973 roku oddano do użytku 15 kilometrowe odgałęzienie w rejonie Cremony, które biegnie od A21 do Autostrady Słońca. Pozwoliło ono skrócić czas przejazdu z rejonu Bresci na południe kraju. Operatorem drogi jest spółka Autostrade Centropadane.